# Ray Donovan (Fernsehserie)/Episodenliste

Logo zur Serie

Diese Episodenliste enthält alle Episoden der US-amerikanischen Dramaserie Ray Donovan, sortiert nach der US-amerikanischen Erstausstrahlung. Die Fernsehserie umfasst derzeit sieben Staffeln mit 82 Episoden.

## Übersicht
| Staffel | Episodenanzahl | Erstausstrahlung USA | Erstausstrahlung USA | Deutschsprachige Erstausstrahlung | Deutschsprachige Erstausstrahlung |
| Staffel | Episodenanzahl | Staffelpremiere      | Staffelfinale        | Staffelpremiere                   | Staffelfinale                     |
| ------- | -------------- | -------------------- | -------------------- | --------------------------------- | --------------------------------- |
| 1       | 12             | 30. Juni 2013        | 22. September 2013   | 10. Februar 2014                  | 28. April 2014                    |
| 2       | 12             | 13. Juli 2014        | 28. September 2014   | 13. Oktober 2014                  | 15. Dezember 2014                 |
| 3       | 12             | 12. Juli 2015        | 27. September 2015   | 12. Oktober 2015                  | 14. Dezember 2015                 |
| 4       | 12             | 26. Juni 2016        | 18. September 2016   | 24. Oktober 2016                  | 9. Januar 2017                    |
| 5       | 12             | 6. August 2017       | 29. Oktober 2017     | 11. Dezember 2017                 | 22. Januar 2018                   |
| 6       | 12             | 28. Oktober 2018     | 13. Januar 2019      | 1. November 2018                  | 24. Januar 2019                   |
| 7       | 10             | 17. November 2019    | 19. Januar 2020      | 14. Februar 2020                  | 17. April 2020                    |

## Staffel 1
Die Erstausstrahlung der ersten Staffel war vom 30. Juni bis zum 22. September 2013 auf dem US-amerikanischen Kabelsender Showtime zu sehen. Die deutschsprachige Erstausstrahlung sendete der Pay-TV-Sender FOX vom 10. Februar bis zum 28. April 2014.
| Nr. (ges.) | Nr. (St.) | Deutscher Titel       | Originaltitel      | Erstausstrahlung USA | Deutschsprachige Erstausstrahlung (D) | Regie               | Drehbuch        | Zuschauer (USA) |
| ---------- | --------- | --------------------- | ------------------ | -------------------- | ------------------------------------- | ------------------- | --------------- | --------------- |
| 1          | 1         | Vater unser           | The Bag or the Bat | 30. Juni 2013        | 10. Feb. 2014                         | Allen Coulter       | Ann Biderman    | 1,35 Mio.       |
| 2          | 2         | Ein Mund ist ein Mund | A Mouth Is a Mouth | 7. Juli 2013         | 17. Feb. 2014                         | Allen Coulter       | Ann Biderman    | 1,56 Mio.       |
| 3          | 3         | Laut und schwarz      | Twerk              | 14. Juli 2013        | 24. Feb. 2014                         | Greg Yaitanes       | Ron Nyswaner    | 1,45 Mio.       |
| 4          | 4         | Der schwarze Cadillac | Black Cadillac     | 28. Juli 2013        | 3. März 2014                          | John Dahl           | David Hollander | 1,52 Mio.       |
| 5          | 5         | Wer den Stock hat     | The Golem          | 28. Juli 2013        | 10. März 2014                         | Dan Attias          | Sean Conway     | 1,46 Mio.       |
| 6          | 6         | Samenraub             | Housewarming       | 4. Aug. 2013         | 17. März 2014                         | Michael Uppendahl   | Brett Johnson   | 1,45 Mio.       |
| 7          | 7         | Zurück in Boston      | New Birthday       | 11. Aug. 2013        | 24. März 2014                         | Lesli Linka Glatter | David Hollander | 1,44 Mio.       |
| 8          | 8         | Bridget               | Bridget            | 18. Aug. 2013        | 31. März 2014                         | Guy Ferland         | Ann Biderman    | 1,45 Mio.       |
| 9          | 9         | Ein Grab in der Wüste | Road Trip          | 25. Aug. 2013        | 7. Apr. 2014                          | Jeremy Podeswa      | Brett Johnson   | 1,33 Mio.       |
| 10         | 10        | Das Gespenst am Ring  | Fite Nite          | 8. Sep. 2013         | 14. Apr. 2014                         | Tucker Gates        | Sean Conway     | 1,25 Mio.       |
| 11         | 11        | Pures Gold            | Bucky F… Dent      | 15. Sep. 2013        | 21. Apr. 2014                         | Dan Minahan         | Ron Nyswaner    | 1,41 Mio.       |
| 12         | 12        | Du bist der Wolf      | Same Exactly       | 22. Sep. 2013        | 28. Apr. 2014                         | Michael Apted       | Ann Biderman    | 1,41 Mio.       |

## Staffel 2
Die Erstausstrahlung der zweiten Staffel war vom 13. Juli bis zum 28. September 2014 auf dem US-amerikanischen Kabelsender Showtime zu sehen. Die deutschsprachige Erstausstrahlung sendete der Pay-TV-Sender FOX vom 13. Oktober bis zum 15. Dezember 2014.
| Nr. (ges.) | Nr. (St.) | Deutscher Titel                   | Originaltitel  | Erstausstrahlung USA | Deutschsprachige Erstausstrahlung (D) | Regie             | Drehbuch                            | Zuschauer (USA) |
| ---------- | --------- | --------------------------------- | -------------- | -------------------- | ------------------------------------- | ----------------- | ----------------------------------- | --------------- |
| 13         | 1         | Yo Soy Captain                    | Yo Soy Captain | 13. Juli 2014        | 13. Okt. 2014                         | Tucker Gates      | Ann Biderman                        | 1,22 Mio.       |
| 14         | 2         | Donovans entschuldigen sich nicht | Uber Ray       | 20. Juli 2014        | 20. Okt. 2014                         | Michael Uppendahl | Ann Biderman & David Hollander      | 1,27 Mio.       |
| 15         | 3         | Das Haus ihrer Träume             | Gem and Loan   | 27. Juli 2014        | 27. Okt. 2014                         | Phil Abraham      | Michael Tolkin                      | 1,38 Mio.       |
| 16         | 4         | Vier-Komma-Sechs                  | S U C K        | 3. Aug. 2014         | 3. Nov. 2014                          | Tucker Gates      | David Hollander                     | 1,45 Mio.       |
| 17         | 5         | Die reinste Pest                  | Irish Spring   | 10. Aug. 2014        | 10. Nov. 2014                         | Dan Attias        | Ron Nyswaner                        | 1,42 Mio.       |
| 18         | 6         | Viagra                            | Viagra         | 17. Aug. 2014        | 17. Nov. 2014                         | John Dahl         | Brett Johnson                       | 1,44 Mio.       |
| 19         | 7         | Mein krimineller Waschsalon       | Walk This Way  | 24. Aug. 2014        | 24. Nov. 2014                         | Liev Schreiber    | Ann Biderman                        | 1,35 Mio.       |
| 20         | 8         | Sunny                             | Sunny          | 31. Aug. 2014        | 1. Dez. 2014                          | John Dahl         | David Hollander & Cheo Hodari Coker | 1,49 Mio.       |
| 21         | 9         | Schneeflöckchen                   | Snowflake      | 7. Sep. 2014         | 8. Dez. 2014                          | Guy Ferland       | Michael Tolkin & Brett Johnson      | 1,63 Mio.       |
| 22         | 10        | Der Super-Cop                     | Volcheck       | 14. Sep. 2014        | 8. Dez. 2014                          | Michael Uppendahl | David Hollander                     | 1,80 Mio.       |
| 23         | 11        | Klar Schiff                       | Rodef          | 21. Sep. 2014        | 15. Dez. 2014                         | Michael Uppendahl | Ron Nyswaner & Brett Johnson        | 1,68 Mio        |
| 24         | 12        | The Captain                       | The Captain    | 28. Sep. 2014        | 15. Dez. 2014                         | Michael Uppendahl | Ann Biderman                        | 1,97 Mio.       |

## Staffel 3
Die Erstausstrahlung der dritten Staffel war vom 12. Juli bis zum 27. September 2015 auf dem US-amerikanischen Kabelsender Showtime zu sehen. Die deutschsprachige Erstausstrahlung sendete der Pay-TV-Sender FOX vom 12. Oktober bis zum 14. Dezember 2015.
| Nr. (ges.) | Nr. (St.) | Deutscher Titel         | Originaltitel              | Erstausstrahlung USA | Deutschsprachige Erstausstrahlung (D) | Regie               | Drehbuch                          | Zuschauer (USA) |
| ---------- | --------- | ----------------------- | -------------------------- | -------------------- | ------------------------------------- | ------------------- | --------------------------------- | --------------- |
| 25         | 1         | Mann gegen Welt         | The Kalamazoo              | 12. Juli 2015        | 12. Okt. 2015                         | Colin Bucksey       | David Hollander                   | 1,04 Mio.       |
| 26         | 2         | Ein starker Arm         | Ding                       | 19. Juli 2015        | 19. Okt. 2015                         | Ed Bianchi          | William Wheeler                   | 1,26 Mio.       |
| 27         | 3         | Alles, was du anfasst … | Come and Knock on Our Door | 26. Juli 2015        | 26. Okt. 2015                         | Dan Attias          | David Hollander                   | 1,44 Mio.       |
| 28         | 4         | Frühstück für Helden    | Breakfast of Champions     | 2. Aug. 2015         | 2. Nov. 2015                          | Lesli Linka Glatter | Brett Johnson                     | 1,37 Mio.       |
| 29         | 5         | Fifty-Fifty             | Handshake Deal             | 9. Aug. 2015         | 9. Nov. 2015                          | Colin Bucksey       | Gina Welch                        | 1,32 Mio.       |
| 30         | 6         | Wahltag                 | Swing Vote                 | 16. Aug. 2015        | 16. Nov. 2015                         | John Dahl           | Michael Tolkin                    | 1,61 Mio.       |
| 31         | 7         | Vergebung               | All Must Be Loved          | 23. Aug. 2015        | 23. Nov. 2015                         | Tucker Gates        | David Hollander                   | 1,37 Mio.       |
| 32         | 8         | Die mexikanische Lösung | Tulip                      | 30. Aug. 2015        | 30. Nov. 2015                         | Michael Uppendahl   | David Hollander & William Wheeler | 1,44 Mio.       |
| 33         | 9         | Die Hochzeit des Jahres | The Octopus                | 6. Sep. 2015         | 7. Dez. 2015                          | Colin Bucksey       | Brett Johnson                     | 1,41 Mio.       |
| 34         | 10        | Eine Nacht in Eriwan    | One Night in Yerevan       | 13. Sep. 2015        | 7. Dez. 2015                          | Dan Attias          | Gina Welch & David Hollander      | 1,43 Mio.       |
| 35         | 11        | Schachmatt              | Poker                      | 20. Sep. 2015        | 14. Dez. 2015                         | Colin Bucksey       | Michael Tolkin & Brett Johnson    | 1,45 Mio.       |
| 36         | 12        | Bilder im Kopf          | Exsuscito                  | 27. Sep. 2015        | 14. Dez. 2015                         | David Hollander     | David Hollander & William Wheeler | 1,50 Mio.       |

## Staffel 4
Die Erstausstrahlung der vierten Staffel war vom 26. Juni bis zum 18. September 2016 auf dem US-amerikanischen Kabelsender Showtime zu sehen. Die deutschsprachige Erstausstrahlung sendete der Pay-TV-Sender FOX vom 24. Oktober 2016 bis zum 9. Januar 2017.
| Nr. (ges.) | Nr. (St.) | Deutscher Titel            | Originaltitel                           | Erstausstrahlung USA | Deutschsprachige Erstausstrahlung (D) | Regie                    | Drehbuch                       | Zuschauer (USA) |
| ---------- | --------- | -------------------------- | --------------------------------------- | -------------------- | ------------------------------------- | ------------------------ | ------------------------------ | --------------- |
| 37         | 1         | Mädchen mit Gitarre        | Girl with Guitar                        | 26. Juni 2016        | 24. Okt. 2016                         | Liev Schreiber           | David Hollander                | 1,11 Mio.       |
| 38         | 2         | Marisol                    | Marisol                                 | 3. Juli 2016         | 31. Okt. 2016                         | John Dahl                | Mike Binder & Rob Fresco       | 1,15 Mio.       |
| 39         | 3         | Ein krummer Baum           | Little Bill Primm’s Big Green Horseshoe | 10. Juli 2016        | 7. Nov. 2016                          | Michael Apted            | David Hollander & Miki Johnson | 1,34 Mio.       |
| 40         | 4         | We’ve got tonight          | Federal Boobie Inspector                | 17. Juli 2016        | 14. Nov. 2016                         | Phil Abraham             | Sean Conway                    | 1,27 Mio.       |
| 41         | 5         | Wie gewonnen, so zerronnen | Get Even Before Leavin                  | 24. Juli 2016        | 21. Nov. 2016                         | Robert McLachlan         | Chad Feehan                    | 1,27 Mio.       |
| 42         | 6         | Eine sehr kurze Geschichte | Fish and Bird                           | 31. Juli 2016        | 28. Nov. 2016                         | Daisy von Scherler Mayer | David Hollander                | 1,24 Mio.       |
| 43         | 7         | In der Wand                | Norman Saves the World                  | 7. Aug. 2016         | 5. Dez. 2016                          | Tricia Brock             | Mike Binder & David Sonnenborn | 1,13 Mio.       |
| 44         | 8         | Der Texaner                | The Texan                               | 14. Aug. 2016        | 12. Dez. 2016                         | Tucker Gates             | David Hollander & Sean Conway  | 1,21 Mio.       |
| 45         | 9         | Leb wohl, meine Schöne     | Goodbye Beautiful                       | 21. Aug. 2016        | 19. Dez. 2016                         | James Whitmore, Jr.      | Chad Feehan & Miki Johnson     | 1,21 Mio.       |
| 46         | 10        | Die Russenparty            | Lake Hollywood                          | 28. Aug. 2016        | 26. Dez. 2016                         | Stephen Williams         | David Hollander & Mike Binder  | 1,00 Mio.       |
| 47         | 11        | Knockout in der Sechsten   | Chinese Algebra                         | 11. Sep. 2016        | 2. Jan. 2017                          | John Dahl                | Sean Conway & Chad Feehan      | 1,47 Mio.       |
| 48         | 12        | Endspiel                   | Rattus Rattus                           | 18. Sep. 2016        | 9. Jan. 2017                          | David Hollander          | David Hollander                | 1,34 Mio.       |

## Staffel 5
Die Erstausstrahlung der fünften Staffel war vom 6. August bis zum 29. Oktober 2017 auf dem US-amerikanischen Kabelsender Showtime zu sehen. Die deutschsprachige Erstausstrahlung sendete der Pay-TV-Sender Sky Atlantic HD vom 11. Dezember 2017 bis zum 22. Januar 2018.
| Nr. (ges.) | Nr. (St.) | Deutscher Titel               | Originaltitel                        | Erstausstrahlung USA | Deutschsprachige Erstausstrahlung (D) | Regie                    | Drehbuch                          | Zuschauer (USA) |
| ---------- | --------- | ----------------------------- | ------------------------------------ | -------------------- | ------------------------------------- | ------------------------ | --------------------------------- | --------------- |
| 49         | 1         | Der hellste Stern am Himmel   | Abby                                 | 6. Aug. 2017         | 11. Dez. 2017                         | David Hollander          | David Hollander                   | 1,13 Mio.       |
| 50         | 2         | Die Dohertys und die Donovans | Las Vegas                            | 13. Aug. 2017        | 11. Dez. 2017                         | John Dahl                | David Hollander & Miki Johnson    | 1,11 Mio.       |
| 51         | 3         | Dogwalker                     | Dogwalker                            | 20. Aug. 2017        | 18. Dez. 2017                         | John Dahl                | Sean Conway                       | 1,06 Mio.       |
| 52         | 4         | Mann über Bord                | Sold                                 | 27. Aug. 2017        | 18. Dez. 2017                         | Tucker Gates             | Chad Feehan                       | 1,07 Mio.       |
| 53         | 5         | Der Schabbesgoi               | Shabbos Goy                          | 10. Sep. 2017        | 1. Jan. 2018                          | Daisy von Scherler Mayer | David Hollander & William Wheeler | 1,08 Mio.       |
| 54         | 6         | Vier Oscars                   | Shelley Duvall                       | 17. Sep. 2017        | 1. Jan. 2018                          | Michael Uppendahl        | Miki Johnson & David Sonnenborn   | 1,05 Mio.       |
| 55         | 7         | Die Beichte                   | If I Should Fall From Grace With God | 24. Sep. 2017        | 8. Jan. 2018                          | Michael Uppendahl        | David Hollander & Chad Feehan     | 1,15 Mio.       |
| 56         | 8         | Keinen einzigen Tag mehr      | Horses                               | 1. Okt. 2017         | 8. Jan. 2018                          | Zetna Fuentes            | William Wheeler                   | 1,22 Mio.       |
| 57         | 9         | Mister Lucky                  | Mister Lucky                         | 8. Okt. 2017         | 15. Jan. 2018                         | Guy Ferland              | Sean Conway                       | 1,21 Mio.       |
| 58         | 10        | Der Preis des Vergnügens      | Bob the Builder                      | 15. Okt. 2017        | 15. Jan. 2018                         | Stephen Williams         | Chad Feehan                       | 1,24 Mio.       |
| 59         | 11        | Michael                       | Michael                              | 22. Okt. 2017        | 22. Jan. 2018                         | Carl Franklin            | Miki Johnson                      | 1,23 Mio.       |
| 60         | 12        | Wir kommen alle in die Hölle  | Time Takes a Cigarette               | 29. Okt. 2017        | 22. Jan. 2018                         | David Hollander          | David Hollander                   | 1,18 Mio.       |

## Staffel 6
Die Erstausstrahlung der sechsten Staffel ist seit dem 28. Oktober 2018 auf dem US-amerikanischen Kabelsender Showtime zu sehen. Die deutschsprachige Erstausstrahlung sendete der Pay-TV-Sender Sky Atlantic HD vom 1. November 2018 bis zum 24. Januar 2019.
| Nr. (ges.) | Nr. (St.) | Deutscher Titel                     | Originaltitel            | Erstausstrahlung USA | Deutschsprachige Erstausstrahlung (D) | Regie             | Drehbuch                              | Zuschauer (USA) |
| ---------- | --------- | ----------------------------------- | ------------------------ | -------------------- | ------------------------------------- | ----------------- | ------------------------------------- | --------------- |
| 61         | 1         | Staten Island                       | Staten Island, Part One  | 28. Okt. 2018        | 1. Nov. 2018                          | Allen Coulter     | David Hollander                       | 0,81 Mio.       |
| 62         | 2         | Wir erschaffen eine Bürgermeisterin | Staten Island, Part two  | 4. Nov. 2018         | 8. Nov. 2018                          | Allen Coulter     | David Hollander & Miki Johnson        | 0,73 Mio.       |
| 63         | 3         | Zurück im Ring                      | He Be Tight. He Be Mean. | 11. Nov. 2018        | 15. Nov. 2018                         | Tucker Gates      | Chad Feehan                           | 0,87 Mio.       |
| 64         | 4         | Tante Sandy                         | Pudge                    | 18. Nov. 2018        | 22. Nov. 2018                         | Tucker Gates      | Sean Conway                           | 0,87 Mio.       |
| 65         | 5         | Ellis Island                        | Ellis Island             | 25. Nov. 2018        | 29. Nov. 2018                         | Robert McLachlan  | David Hollander                       | 0,99 Mio.       |
| 66         | 6         | Vater, Mutter, Kind                 | A Girl Named Maria       | 2. Dez. 2018         | 6. Dez. 2018                          | Michael Uppendahl | Miki Johnson                          | 1,05 Mio.       |
| 67         | 7         | Freunde und Helfer                  | The 1'3'2                | 9. Dez. 2018         | 13. Dez. 2018                         | Zetna Fuentes     | Chad Feehan                           | 1,01 Mio.       |
| 68         | 8         | Das Wiedersehen der Drecksäcke      | Who Once Was Dead        | 16. Dez. 2018        | 20. Dez. 2018                         | Tarik Saleh       | Sean Conway                           | 1,05 Mio.       |
| 69         | 9         | Dann kamen die Krähen               | Dream On                 | 23. Dez. 2018        | 3. Jan. 2019                          | Denise Di Novi    | David Hollander & Karl Taro Greenfeld | 0,93 Mio.       |
| 70         | 10        | Wie du mir, so ich dir              | Baby                     | 30. Dez. 2018        | 10. Jan. 2019                         | John Dahl         | Miki Johnson                          | 0,95 Mio.       |
| 71         | 11        | Wir sind verflucht                  | Never Gonna Give You Up  | 6. Jan. 2019         | 17. Jan. 2019                         | Joshua Marston    | Sean Conway & Chad Feehan             | 1,04 Mio.       |
| 72         | 12        | Die Toten und der Schnee            | The Dead                 | 13. Jan. 2019        | 24. Jan. 2019                         | David Hollander   | David Hollander                       | 1,21 Mio.       |

## Staffel 7
Die Erstausstrahlung der siebten Staffel ist seit dem 17. November 2019 auf dem US-amerikanischen Kabelsender Showtime zu sehen. Die deutschsprachige Erstausstrahlung sendete der Pay-TV-Sender Sky Atlantic HD vom 14. Februar bis zum 17. April 2020.
| Nr. (ges.) | Nr. (St.) | Deutscher Titel        | Originaltitel              | Erstausstrahlung USA | Deutschsprachige Erstausstrahlung (D) | Regie           | Drehbuch                         | Zuschauer (USA) |
| ---------- | --------- | ---------------------- | -------------------------- | -------------------- | ------------------------------------- | --------------- | -------------------------------- | --------------- |
| 73         | 1         | Bus nach Norden        | Faith. Hope. Love. Luck.   | 17. Nov. 2019        | 14. Feb. 2020                         | Joshua Marston  | David Hollander                  | 0,91 Mio.       |
| 74         | 2         | Tricky Mickey          | A Good Man is Hard to Find | 24. Nov. 2019        | 21. Feb. 2020                         | Joshua Marston  | Joshua Marston                   | 0,87 Mio.       |
| 75         | 3         | Das Glück der Iren     | Family Pictures            | 1. Dez. 2019         | 28. Feb. 2020                         | Nick Gomez      | David Hollander & David Bar Katz | 0,93 Mio.       |
| 76         | 4         | Schließfach 44         | Hispes                     | 8. Dez. 2019         | 6. März 2020                          | Tucker Gates    | Tanya Barfield & Laura Marks     | 0,84 Mio.       |
| 77         | 5         | Irish Lullaby          | An Irish Lullaby           | 15. Dez. 2019        | 13. März 2020                         | Dash Mihok      | Jim Leonard & Kelly Wiles        | 0,91 Mio.       |
| 78         | 6         | Leichen im Garten      | Inside Guy                 | 22. Dez. 2019        | 20. März 2020                         | John Dahl       | Laura Marks & Tanya Barfield     | 0,89 Mio.       |
| 79         | 7         | Zins und Zinseszins    | The Transfer Agent         | 29. Dez. 2019        | 27. März 2020                         | Kyra Sedgwick   | David Hollander & David Bar Katz | 1,00 Mio.       |
| 80         | 8         | Pass und Pistole       | Passport and a Gun         | 5. Jan. 2020         | 3. Apr. 2020                          | John Dahl       | Joshua Marston & Kelly Wiles     | 1,02 Mio.       |
| 81         | 9         | Jeder ist ein Verräter | Bugs                       | 12. Jan. 2020        | 10. Apr. 2020                         | Ed Bianchi      | Jim Leonard                      | 0,92 Mio.       |
| 82         | 10        | Alles hat seinen Preis | You’ll Never Walk Alone    | 19. Jan. 2020        | 17. Apr. 2020                         | David Hollander | David Hollander & Liev Schreiber | 1,05 Mio.       |